# 还原论

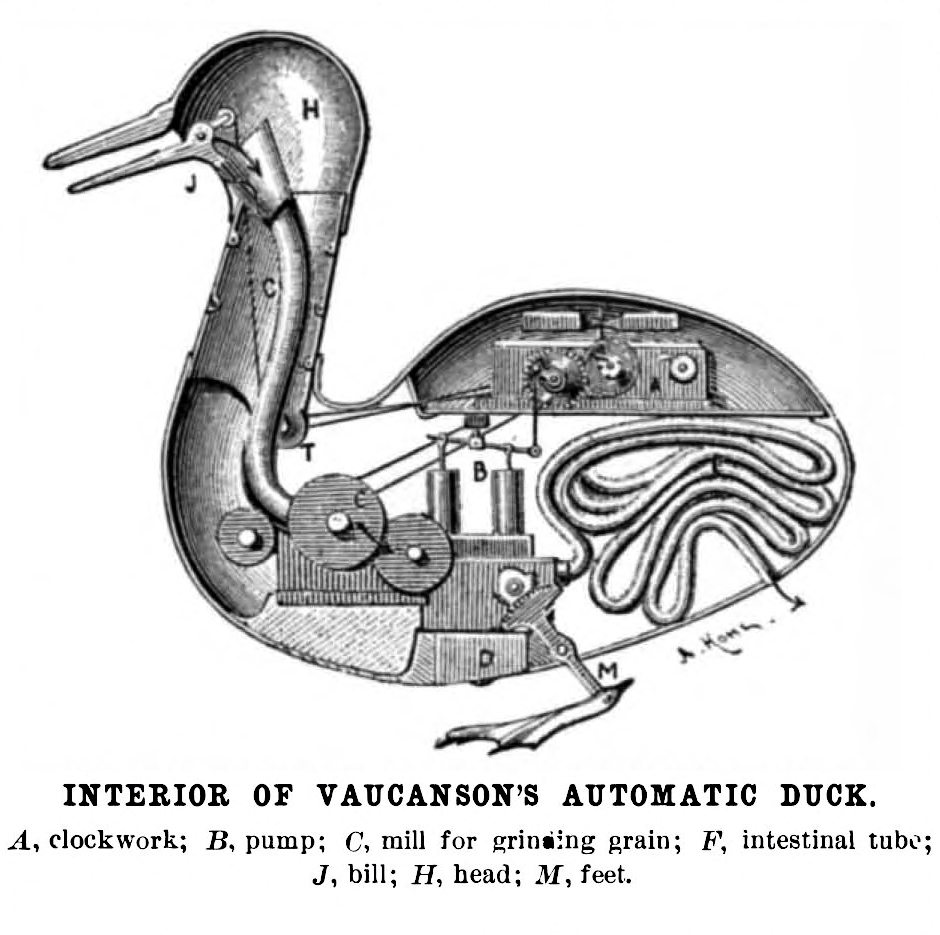
消化鸭自动机。雅克·德·沃康松，1738年

还原论，又名化约论。根据该学说， 系统完全由其各个组成部分（“元素”）决定。是一种哲学思想，认为复杂的系统、事务、现象可以通过将其化解、拆解各部分的方法来加以理解和描述，例如解剖学。这包括从理论到观察陈述 、从概念到事物或从合法性联系到因果确定性事件的完全可追溯性 （参见因果图 ） 。还原论的基本假设是，如果已知研究对象的足够数据， 那么就可以完整地描述每个现象。
还原论可以表示为一般的科学纲领，也可以限制在特定的有效领域内。第一种意义上的还原论致力于科学统一论的理想，根据这一理想，世界上的所有现象原则上都可以用最基本的科学来解释，即微观物理学。第二种意义上的还原论可以体现在不同的科学领域之间，例如在心理学和神经生物学之间、 在化学和物理学之间、 在伦理学和行为描述之间，但也例如在政治学与经济学之间。
化约论通常与整体论的哲学概念相对，后者认为系统是有机整体，并非简单的物理组合（“整体大于部分之和”）。
还原论的思想在自然科学中曾經有很大影响，例如认为化学是以物理学为基础，生物学是以化学为基础等等。不過，在現代科学中，还原论的观点有很大争议，不少學者認為還原論的觀點因為忽略整體性及系統性，因此是一個謬誤。